# Garmen Point
Der Garmen Point (englisch; bulgarisch нос Гърмен nos Garmen) ist eine  Landspitze an der Nordwestküste von Smith Island im Archipel der Südlichen Shetlandinseln. Nördlich der Mündung des Bistra-Gletschers in die Drakestraße liegt sie 13 km nordnordöstlich des Kap James und 18,3 km südwestlich des Kap Smith. Sie ist ein Ausläufer des Mount Foster.
Bulgarische Wissenschaftler kartierten sie 2008. Die bulgarische Kommission für Antarktische Geographische Namen benannte sie im selben Jahr nach der Ortschaft Garmen im Südwesten Bulgariens.